# Łask (stacja kolejowa)
Łask – stacja kolejowa w Łasku, w województwie łódzkim, w Polsce.

## Ruch pasażerski[1]
| Rok  | Wymiana pasażerska na dobę |
| ---- | -------------------------- |
| 2017 | 200-299                    |
| 2018 | 200-299                    |
| 2019 | 300-499                    |
| 2020 | 200-299                    |
| 2021 | 300-499                    |
| 2022 | 300-499                    |
| 2023 | 500-699                    |